# Grotte d'Altamira et art rupestre paléolithique du nord de l'Espagne
Grotte d'Altamira et art rupestre paléolithique du nord de l'Espagne est un ensemble de sites préhistoriques espagnols d'art pariétal inscrits au Patrimoine mondial par l'UNESCO depuis 1985. Initialement limité à la seule grotte d'Altamira, le périmètre a été étendu en 2008 à 17 autres grottes du Nord de l'Espagne.

## Caractéristiques
Les 18 grottes inscrites sont situées dans trois communautés autonomes du Nord de l'Espagne : 10 en Cantabrie, 5 dans les Asturies, 3 au Pays basque. Elles sont représentatives de l'art pariétal du Paléolithique supérieur, qui s'est développé en Europe entre environ 40 000 et 13 000 ans avant le présent (AP).

## Processus d'inscription
La grotte d'Altamira a été inscrite au patrimoine mondial en 1985. Il s'agissait alors du 6e site du pays, les 5 premiers sites ayant été inscrits l'année précédente.
L'Espagne a déposé une proposition d'extension en 1998 afin d'inclure 17 autres grottes. Cette extension a été approuvée en 2008. Le nom du bien a été modifié en conséquence.

## Éléments inscrits
Le tableau ci-dessous liste les 18 éléments pris en compte dans le bien inscrit. Seule la superficie du site de la grotte d'Altamira est donnée par l'UNESCO ; celle de la zone tampon est la seule information mentionnée pour les autres grottes.
| #       | Élément                      | Communauté autonome | Superficie (ha) | Zone tampon (ha) | Coordonnées                        | Photo |
| ------- | ---------------------------- | ------------------- | --------------- | ---------------- | ---------------------------------- | ----- |
| 310-001 | Altamira                     | Cantabrie           | 0,32            | 16               | 43° 22′ 57″ nord, 4° 07′ 13″ ouest |       |
| 310-002 | La Peña de Candamo           | Asturies            |                 | 99,97            | 43° 27′ 21″ nord, 6° 04′ 21″ ouest |       |
| 310-003 | Tito Bustillo                | Asturies            |                 | 243,38           | 43° 27′ 39″ nord, 5° 04′ 04″ ouest |       |
| 310-004 | La Covaciella                | Asturies            |                 | 11,336           | 43° 19′ 05″ nord, 4° 52′ 30″ ouest |       |
| 310-005 | Llonín                       | Asturies            |                 | 17,37            | 43° 19′ 50″ nord, 4° 38′ 43″ ouest |       |
| 310-006 | El Pindal                    | Asturies            |                 | 69,37            | 43° 23′ 51″ nord, 4° 31′ 58″ ouest |       |
| 310-007 | Chufín                       | Cantabrie           |                 | 16,65            | 43° 17′ 26″ nord, 4° 27′ 29″ ouest |       |
| 310-008 | Hornos de la Peña            | Cantabrie           |                 | 25,05            | 43° 15′ 40″ nord, 4° 01′ 47″ ouest |       |
| 310-009 | Monte Castillo - El Castillo | Cantabrie           |                 | 68,93            | 43° 17′ 28″ nord, 3° 57′ 51″ ouest |       |
| 310-010 | Monte Castillo - Las Monedas | Cantabrie           |                 | 68,93            | 43° 17′ 28″ nord, 3° 57′ 51″ ouest |       |
| 310-011 | Monte Castillo - La Pasiega  | Cantabrie           |                 | 68,93            | 43° 17′ 28″ nord, 3° 57′ 51″ ouest |       |
| 310-012 | Monte Castillo - Chimeneas   | Cantabrie           |                 | 68,93            | 43° 17′ 28″ nord, 3° 57′ 51″ ouest |       |
| 310-013 | El Pendo                     | Cantabrie           |                 | 63,79            | 43° 23′ 17″ nord, 3° 54′ 44″ ouest |       |
| 310-014 | La Garma                     | Cantabrie           |                 | 100,07           | 43° 25′ 50″ nord, 3° 39′ 57″ ouest |       |
| 310-015 | Covalanas                    | Cantabrie           |                 | 1 374,4          | 43° 14′ 44″ nord, 3° 27′ 08″ ouest |       |
| 310-016 | Santimamiñe                  | Pays basque         |                 | 98,8             | 43° 20′ 47″ nord, 2° 38′ 12″ ouest |       |
| 310-017 | Ekain                        | Pays basque         |                 | 14,59            | 43° 14′ 09″ nord, 2° 16′ 31″ ouest |       |
| 310-018 | Altxerri                     | Pays basque         |                 | 15               | 43° 16′ 07″ nord, 2° 08′ 02″ ouest |       |